# Nagant M1895
Nagant M1895 là loại súng ngắn ổ xoay với ổ đạn 7 viên do hai anh em Nagant là Emile và Leon người Bỉ phát triển vào cuối những năm 1880 đến đầu những năm 1890. Tại Nga loại súng này được sản xuất với số lượng rất lớn sau khi được thông qua vào ngày 13 tháng 5 năm 1895, loại súng này cũng được bán cho nhiều nước trong đó có Ba Lan, Hy Lạp và Thụy Điển với số lượng nhỏ nhưng không có đầy đủ các đặc tính đặc biệt của loại súng này. M1895 đã trở thành súng ngắn tiêu chuẩn trong Hồng Quân cho đến năm 1930 khi nó bắt đầu bị thấy lỗi thời nhưng vẫn được chế tạo và sử dụng để chiến đấu với số lượng nhỏ trong chiến tranh thế giới thứ hai và việc chế tạo chỉ dừng lại trong những năm 1950. Súng rất bền và hiện tại loại súng này vẫn được thấy sử dụng bởi một số nhân viên thi hành công vụ và bảo vệ dù khẩu súng được mang có tuổi nhiều hơn người mang nó từ 2 đến 4 lần. Các khẩu Nagant-M1895 mới được sản xuất thường được dùng để sử dụng cho thể thao với loại đạn 7.62mm và 5.6mm (.22LR).

## Thiết kế

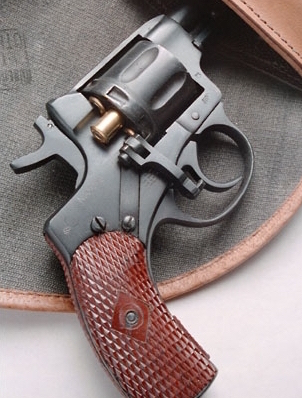
Nạp đạn hay lấy vỏ đạn ra

Nagant M1895 sử dụng một cơ chế hoạt động khá độc đáo cho một loại súng ngắn ổ xoay là sử dụng ổ đạn dạng xy lanh kín khí. Đối với các loại súng ổ xoay bình thường khác, có một khoảng cách nhỏ giữa ổ đạn và nòng việc này khiến viên đạn phải di chuyển một đoạn ngoài trước khi có thể đi vào nòng súng lúc bắn, nó làm thất thoát một lượng lớn khí nén mà thuốc đạn tạo ra qua khe hở này. M1895 thì sử dụng thiết kế khác, khi búa điểm hỏa vào vị trí chuẩn bị khai hỏa ổ đạn sẽ được ép lên phía trước để khe hở giữa nòng và ổ đạn bị ép kín không cho bất kỳ áp lực khí nào bị thất thoát khi bắn. Viên đạn cũng được thiết kế khá độc đáo, toàn bộ đầu đạn được nhét vào vỏ đạn chứ không nhô ra ngoài và được thiết kế theo kiểu cổ vỏ chai phía đầu để tăng khả năng hội tụ áp lực khí. Thiết kế kiểu kín và loại đạn khá thú vị khiến cho sơ tốc của viên đạn tăng lên 15–45 m/s cũng như tầm bắn xa và chính xác hơn.
Thiết kế kín khí này cũng làm cho M1895 trở thành ví dụ rất hiếm về việc súng ngắn ổ quay có thể gắn ống hãm thanh vì không có khe hở để áp lực khí thoát ra ngoài gây tiếng động ngoài nòng súng và khi hãm thanh súng gần như không có tiếng động.
Dù vậy thiết kế này có nhược điểm là không thể tách ổ đạn ra khỏi thân súng cho việc bỏ vỏ đạn cũ và nạp đạn nhanh. Để bỏ vỏ đạn cũ xạ thủ sẽ phải mở miếng che, xoay ổ đạn và sử dụng một que dài đẩy từng vỏ đạn ra qua một khe nhỏ nằm ở bên thân súng, sau đó nạp từng viên vào cũng qua khe này sau đó đóng miếng che lại. Dù súng có cách nạp đạn hơi bị chậm nhưng súng được đánh giá là loại súng tốt, chính xác, đáng tin cậy, bền và rất phổ biến trong quân đội.